# Jan Dismas Zelenka
Jan Dismas Zelenka (Louňovice pod Blaníkem, atual República Checa, 16 de outubro de 1679 – Dresda, 22 de dezembro de 1745) foi um  compositor barroco boêmio.

## Vida
Jan Dismas Zelenka nasceu em 16 de outubro de 1679, em Louňovice pod Blaníkem, um pequeno povoado ao sudoeste de Praga, na Boêmia (atual República Checa). Ainda não se conhece muito a respeito de sua infância e juventude. Provavelmente foi seu pai, professor e organista desta cidade, quem o introduziu no mundo da música. Pensa-se que pode ter recebido uma educação musical em um colégio jesuíta de Praga, chamado Clementinum.
Em 1709, foi contrabaixista da capela do Conde J. L. von Hartig em Praga, e em 1710, foi contrabaixista da Capela Real Saxônica de Dresden. De 1715 a 1719, estudou com Johann Joseph Fux em Viena e com Antonio Lotti e Alessandro Scarlatti na Itália. Em 1719, fixou residência definitiva em Dresden, onde foi nomeado em 1721 vice-mestre de capela na corte de Augusto II da Polônia, convertendo-se em auxiliar do compositor Johann David Heinichen. Em 1729, recebe o cargo de diretor de música da igreja. Permaneceu nesta cidade até sua morte, em dezembro de 1745. Jamais casou-se e nem teve filhos.

## Obra
Jan Dismas Zelenka escreveu música instrumental e vocal, embora a maior parte de sua obra seja dedicada à música religiosa. Sua música é pouco convencional e de grande originalidade. Apesar disso, e pelo fato de Zelenka ser considerado um compositor muito conservador em sua época (tal como Johann Sebastian Bach), a maior parte de sua obra caiu no esquecimento após sua morte, e não foi antes do fim do século XX que algumas de suas obras voltaram a ser interpretadas.
A maior parte de sua música religiosa foi escrita para a corte de Dresden, que se convertera ao catolicismo por questões políticas. Nesse tipo de música, Zelenka une as técnicas de composição antigas, baseadas sobre um contraponto muito estrito, com os elementos mais modernos de sua época, conseguindo desta maneira obras de grande expressividade. Conhecem-se cerca de 20 missas, fragmentos de missas, responsórios, dois Magnificats, numerosos salmos, e três oratórios: Gesù al Calvario, Il Serpente de bronzo e I penitente al Sepolcro.
O número de composições vocais profanas é muito reduzido. Entre estas destaca-se a ópera latina Sub olea pacis et palma virtutis.
Na música instrumental, Zelenka introduz elementos da música popular boêmia. Entre suas obras instrumentais encontram-se: seis sonatas de câmara, cinco capricci para orquestra, uma sinfonia, uma suíte-abertura, uma abertura de programa, Hipochondria, e um concerto para orquestra em sol maior.
Zelenka se mostra próximo aos grandes mestres do Barroco tardio. Sua originalidade na invenção de temas, nas progressões harmônicas, no uso constante do cromatismo e na busca de novas sonoridades, como sua escrita de grande virtuosismo, são muito apreciadas atualmente, e se aproximam notavelmente de Johann Sebastian Bach, que o considerava um excelente compositor.
A música de Zelenka está registrada e ordenada tematicamente no catálogo Zelenka-Werke-Verzeichnis (ZWV) de Wolfgang Reiche.